# Joso Bužan
Joso Bužan (Sisak, 21. studenog 1873. – Zagreb, 1. kolovoza 1936.) hrvatski je akademski slikar.

## Životopis
Učio je slikarstvo u Obrtnoj školi u Zagrebu, poslije u Beču, Njemačkoj i Italiji.

## Vanjske poveznice
- Podrobni životopis Jose Buižana  Arhivirana inačica izvorne stranice od 20. veljače 2021. (Wayback Machine)

## Galerija
- Portret Franje Markovića iz 1903. godine